# Marioara Precup

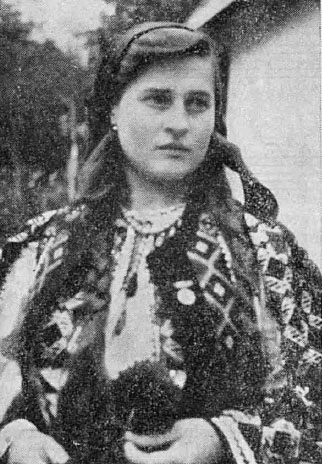
Mărioara Precup, fiica Mariei Precup

Marioara Precup Stoica (uneori și Mărioara, nume de fată Precup, n. 13 iunie 1941, Leșu, raionul Năsăud, regiunea Cluj) este o interpretă de muzică populară.

## Biografie și operă
Marioara Precup s-a născut la 13 iunie 1941 în satul Leșu (actualmente în județul Bistrița-Năsăud).
Marioara Precup este fiica cântăreței de muzică tradițională Maria Precup.
Marioara Precup s-a făcut remarcată când a câștigat în 1959 finala pe țară a celui de-al Cincilea concurs al formațiilor artistice de amatori de la orașe și sate (16-20 august 1959). A obținut premiul I deși cântase neacompaniată, așa cum răsunau „cîntecele noastre populare de-a lungul și de-a latul țării.” Satului Leșu cunoscuse un avânt considerabil în domeniul muzical de când compozitorul Tudor Jarda își dedicase activitatea folclorului local. Acesta s-a preocupat îndeobște de corul căminului cultural, însă a acordat atenție și soliștilor și instrumentiștilor (trișcașii), astfel că au obținut premiul I pe țară atât corul (1956), cât și solista Maria Precup (1956) și trișcașii (în 1959).
Încă din 1961, într-un studiu monografic dedicat Mariei Precup, muzicologul Constantin Zamfir remarca faptul că Marioara Precup promitea „să meargă pe urmele mamei sale”, întrucât moștenise unele din calitățile acesteia și era introdusă de aceasta în tainele stilului de interpretare. Acest fapt a avut repercusiuni asupra repertoriului și stilului ei ulterior, care preluau elemente ale stilului bătrânesc al mamei, diferențiind-o de cântăreții de vârsta ei.
Printre alte performanțe în concursuri de amatori, Marioara Precup a ajuns și în finala preselecției naționale pentru Festivalul de la Helsinki, ocazie cu care a cântat doina „Tot pe vale și pe grui”. În 1968 a fost decorată cu Meritul cultural de către președintele Republicii Socialiste România.
„Tot pe vale și pe grui”
De atenție deosebită s-a bucurat cântectul popular „Tot pe vale și pe grui”. Muzicologul Gottfried Habenicht a cules cântecul în satul Leșu, la data de 27 iunie 1962. Mariora Precup a adaptat textul după un cântec haiducesc pe care îl auzise de la mama ei, „Colo sus pe munte verde”, reținând elementul descriptiv al naturii.

„Hai dui dui și iară dui
Tot pe vale și pe gruiu
Sus în vîrvu munt'eluiu
Să dau drumul cîntuluiu”

A înlocuit de asemenea melodia originală cu o doină. Ambitusul melodiei este delimitat de re1 și do2, sunetele orientându-se în jurul lui re1. Suflul melodic larg a dus la fragmentarea rândurilor melodice în subunități mai mici.

## Distincții
- Meritul cultural acordat de Președinția României, 1968[7]
- Diplomă de excelență acordată de către Consiliului Județean Bistrița-Năsăud, noiembrie 2013[10][11]